# Michele Greco
Michele Greco (Ciaculli, Sicília, 12 de Maio de 1924 – Roma, 13 de Fevereiro de 2008) foi um membro da famosa Máfia Italiana, responsável por inúmeros homicídios. Sua alcunha de "il Papa" (O Papa) foi adoptado por sua excelência em mediar disputas de famílias mafiosas. Greco também foi o líder da Comissão da Máfia Italiana.
Condenado em 1987 a prisão perpétua, por vários homicídios, cumpria sua pena em Rebibbia. Mesmo assim, foi solto em março 1991 numa acalorada decisão do Tribunal Supremo. No mesmo ano, no entanto, foi detido novamente, por ordens do juiz Giovanni Falcone.
Morreu em Roma, após ser transferido para um hospital.